# Skiehččanjohka
Die Skiehččanjohka (nordsamisch) oder Kietsimäjoki (finnisch) ist ein rechter Nebenfluss des norwegisch-finnischen Grenzflusses Anárjohka und durchfließt in Norwegen die Kommune Kautokeino im Fylke Finnmark und in Finnland die Gemeinde Inari in finnisch Lappland.
Die Skiehččanjohka entspringt in den Mittelgebirgshügeln im Süden der norwegischen Landschaft Finnmark und fließt nach Nordosten. Als Quelle der Skiehččanjohka wird ein kleiner See 1 km südöstlich des Bergs Bealddoduottar nur 100 m westlich der Grenze zu Finnland angegeben. Bis zur Mündung in die Anárjohka legt die Skiehččanjohka 58 km zurück. Von der Quelle aus fließt der Fluss zunächst direkt nach Osten über die finnische Grenze. Nach 8 km auf finnischem Staatsgebiet knickt sie nach Norden ab und nimmt nach weiteren 8 km von links den Grenzfluss Rádjajohka auf. Von dort an wird die Skiehččanjohka zur Staatsgrenze zwischen Norwegen und Finnland. Der Grenzverlauf folgt dem Fluss für weitere 42 km bis zu dessen Mündung in die Anárjohka.
Die Quelle und das linke Ufer der Skiehččanjohka entlang der Grenze befindet sich auf dem Gebiet des Anárjohka-Nationalparks alle anderen Uferbereiche liegen im Nationalpark Lemmenjoki. Es gibt weder Siedlungen noch Brücken noch Straßen entlang des Flusses.